# OTO Melara Otomat
Otomat är en sjömålsrobot utvecklad i samarbete mellan italienska OTO Melara och franska Matra. I Italien går den ibland under namnet Otomat/Teseo där Teseo är radiolänken som gör att roboten kan fjärrstyras.

## Utveckling
Utvecklingen av Otomat startade 1967, samma år som den israeliska jagaren INS Eilat blev det första fartyg som sänkts i strid av sjömålsrobotar. Det är inte känt om utvecklingen av Otomat påbörjades före eller efter sänkningen, men den visade i alla fall att sjömålsrobotar hade tagit över artilleriets roll som huvudsaklig eldkraft i sjöstrid. Den första provskjutningen ägde rum 1971 och 1974 var roboten klar för serieproduktion. Då drabbades projektet av ett allvarligt bakslag; Frankrike drog sig ur projektet för att i stället satsa på den inhemska sjömålsroboten Exocet. Italien valde att gå vidare med projektet på egen hand och år 1976 togs Otomat i tjänst i Italiens flotta, dock utan någon vapenbärare eftersom fregatterna i Lupo-klassen togs i tjänst först året därpå.
Redan innan Otomat togs i produktion stod det klart att den begränsade räckvidden var ett problem. För att uppnå längre räckvidd behövdes en datalänk för att kunna fjärrstyra roboten bortom horisonten. Därför började OTO Melara 1973 att utveckla radiolänken Teseo där en helikopter agerade länkstation och även kunde styra roboten själv om den hade radarkontakt med målet. Otomat med radiolänken Teseo fick namnet Otomat Mk.2 och togs i tjänst 1978.

## Konstruktion
Otomat består av fyra sektioner; målsökare, stridsladdning, bränsletank och motor. Målsökaren är en aktiv radar med en räckvidd på 8 km. Stridsladdningen är en HEDP (pansarsprängladdning med splitterhölje) på 210 kg. Bränsletanken rymmer 90 liter jetbränsle för motorn, en Turbomeca Arbizon med dragkraft på 3,73 kN. Jämfört med Harpoon är Otomat drygt 150 kg tyngre och har en grövre flygkropp (400 mm mot 340 mm). Eftersom Otomat har startraketerna på sidorna i stället för längst bak är den något kortare än Harpoon, men avfyringstuberna är i gengäld avsevärt större vilket gör att färre robotar får plats på motsvarande däcksyta. Roboten har också en större radarmålyta, men dess högre hastighet (Mach 0,91 jämfört med Mach 0,7) gör den ändå svårare att bekämpa än Harpoon.

## Varianter

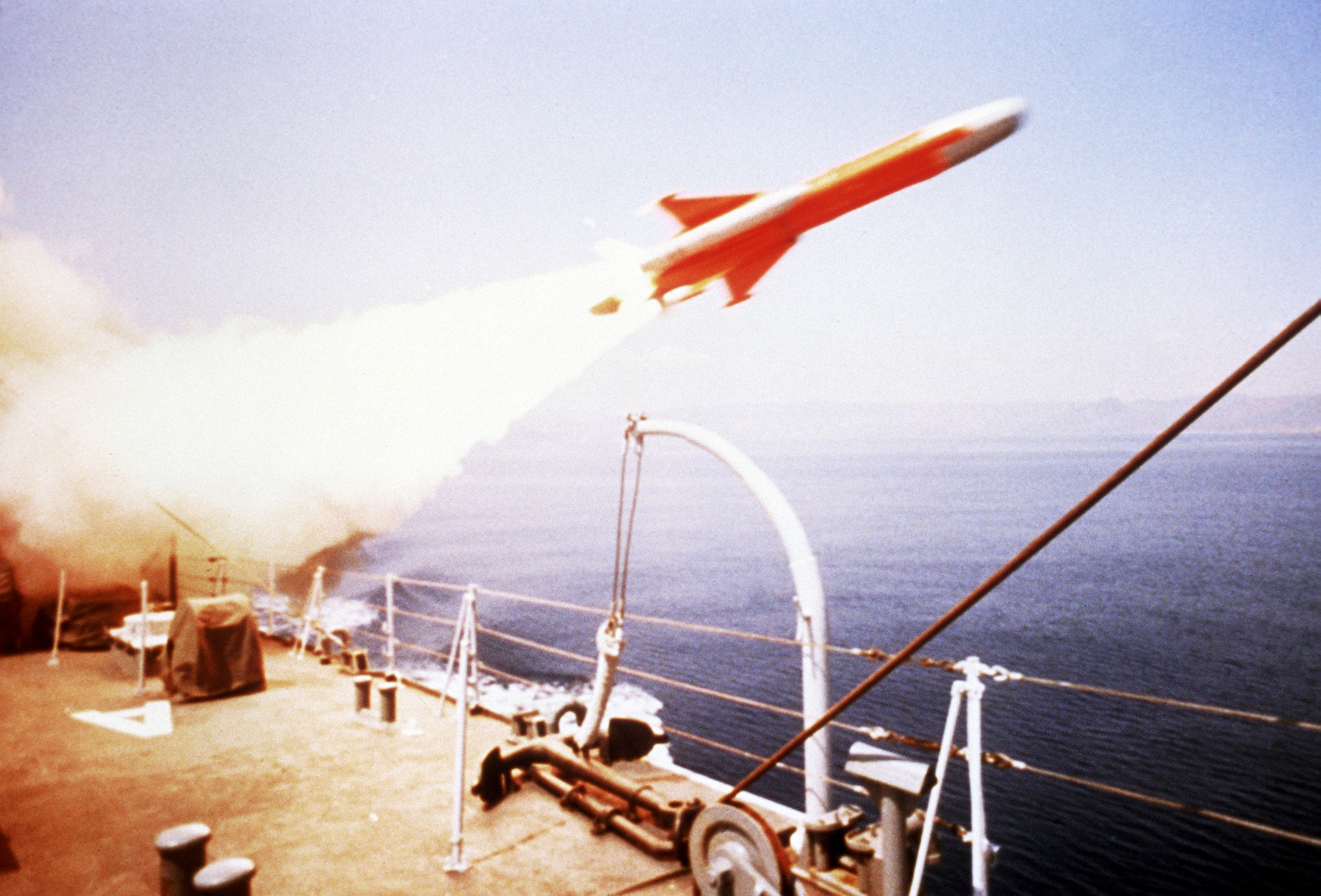
En Otomat avfyras från en libysk korvett av Assad-klass.

- Otomat Mk.1 – Första modellen med 67 km räckvidd utan radiolänk.
- Otomat Mk.2 block I – Andra modellen med 180 km räckvidd och radiolänken Teseo.
- Otomat Mk.2 block II – Variant med fällbara fenor och mindre avfyringstub.
- Otomat Mk.2 block III – Version med uppdaterad tröghetsnavigering, säkrare raketbränsle och förbättrad datalänk.
- Otomat Mk.2 block IV – Senaste versionen med ny datalänk och mer avancerad dator med möjlighet för flera robotar att koordinera anfallet, genomföra undanmanövrer etc. Tagen i tjänst 2007.
- Otomat Mk.3 – Ny version med längre räckvidd, sekundär infraröd målsökare, stealth-design och GPS-modul med förmåga att anfalla stationära markmål. Utvecklingen avbruten.
- MILAS – Ubåtsjaktrobot med en målsökande torped i stället för sprängladdningen och radarn. Räckvidd cirka 35 km.